# 山本繁太郎
山本 繁太郎（やまもと しげたろう、1948年〈昭和23年〉11月14日 - 2014年〈平成26年〉3月15日）は、日本の政治家、元建設官僚。山口県知事（第46代）を務めた。

## 経歴
山口県柳井市出身。父は山口県柳井市議会議員を経て山口県議会議員を4期務めた山本眞太郎である。
山口県立柳井高等学校から東京大学法学部第2類（公法コース）卒業後、1972年（昭和47年）に建設省（後の国土交通省）に入省し、住宅局長等を歴任。以降は内閣府等を経て、麻生内閣のもとで務めた内閣官房地域活性化統合事務局長を最後に退官。
2008年（平成20年）には福田康夫内閣で初めての国政選挙となる衆議院山口2区補欠選挙に自由民主党公認、公明党推薦で立候補。この補選は山口2区選出の福田良彦（自民）が岩国市長選へ立候補するため議員辞職したこと（後に市長選に当選）に伴うものだった。選挙戦では比例中国ブロックの議席を辞して選挙区議席奪還に挑んだ平岡秀夫（民主党公認、社民党推薦）と激しい一騎討ちを展開し、福田康夫、安倍晋三、太田昭宏、麻生太郎、北側一雄、増田寛也ら自民党・公明党幹部らによる応援に支えられて自民党の議席維持を目指したが、獲得得票数は94,404票で、平岡とは約2万2千票差で落選した。
引き続き山口2区の自民党議席奪還を目指し、岩国市、柳井市、光市、下松市に後援会事務所を設けて政治活動を続け、同年8月30日の第45回衆議院議員総選挙では、山口2区で平岡と再び対決。柳井市や郡部では得票数が平岡を上回るなど、民主党への追い風が吹く状況下であったにもかかわらず補選時より票差を大きく縮めるも再び平岡に敗れた。比例中国ブロックにも重複立候補していたが、小選挙区での惜敗率は90.10%で自民党の重複立候補者の中では中川秀直・寺田稔に次ぐ3番目（比例名簿全体では6番目）となり、4名当選のため復活当選もならなかった。
2012年（平成24年）3月3日、山口県知事選挙に立候補することをいち早く表明。現職の二井関成の任期満了・引退に伴う自民党山口県連からの立候補要請に基づくもので、自民党県連・公明党県本部の推薦を受け無所属で立候補した。山本は港湾整備による臨海部産業強化や高度な産業人材育成、農林水産業の再生等を掲げ、同年7月29日の投開票にて飯田哲也、高邑勉らを下し初当選した。
2014年（平成26年）1月9日、自身の健康上の問題により、知事辞職願を山口県議会議長に提出し（詳細は後述）、1月14日に開かれた山口県議会臨時議会において当日付で知事の辞職が同意された。
2014年（平成26年）3月15日午前10時37分、肺がんのため山口県宇部市の病院で死去、65歳。死没日付をもって正四位に叙された。

## 略歴
- 1967年（昭和42年） - 山口県立柳井高等学校卒業
- 1972年（昭和47年） - 東京大学法学部第2類（公法コース）卒業[1]
- 1972年（昭和47年） - 建設省（現国土交通省）入省
- 1978年（昭和53年） - 建設省計画局調査統計課長補佐
- 1979年（昭和54年） - 建設省住宅局民間住宅課長補佐
- 1981年（昭和56年） - 熊本県企画開発部企画課長
- 2002年（平成14年） - 内閣府政策統括官（防災担当）
- 2004年（平成16年） - 国土交通省住宅局長
- 2006年（平成18年） - 国土交通審議官
- 2007年（平成19年） - 内閣官房地域活性化統合事務局長
- 2008年（平成20年） - 退官、自由民主党山口県第2選挙区支部長
- 2012年（平成24年） - 山口県知事就任
- 2014年（平成26年） - 山口県知事辞職[7]。3月15日死去。

## 主張・政策
瀬戸内産業ルネッサンス構想
国際バルク戦略港湾（宇部港および徳山下松港）の整備や岩国港臨港道路をはじめとした産業用道路網の構築など、港湾を重視したインフラ整備を推進することで既存産業の再活性化と新産業の創出、集積を図り、2016年（平成28年）までに工業出荷額7兆円以上、企業誘致200社以上、新規雇用2万人以上の達成を目指すとしている。またこの実現に向け、産業振興を担う商・工・観光セクションの一元化に取り組み、これらを統括的に担う新たな本部組織としての「産業戦略本部」や、学識経験者、企業関係者などからなるアドバイザーグループの設置を打ち出しており、2012年（平成21年）10月15日に本部立ち上げの準備組織として専任職員3名からなる産業戦略本部準備室を設置した。
年間宿泊観光客数4百万人構想
観光客、特に経済波及効果の大きい宿泊観光客の拡大によって観光産業の振興を図り、四境（関門、萩石見、岩国、柳井・周防大島）連携、3空港（宇部、岩国、萩）連携、海路による中四国九州地域との連携強化などによる新たな広域観光ルートの形成で、最終的に年間観光客数3千万人を目指すとしている。
米軍岩国基地
岩国市の米軍岩国基地への在日米軍再編に伴う機能移転について「国防という国策の中で対応が求められる」とする一方で、同市内の愛宕山地域における米軍家族用住宅の計画などについては「これ以上の負担は認められない」とし、また岩国市、和木町、周防大島町など基地周辺自治体へのさらなる支援措置を国に対して求めていく考えを示している。
道路特定財源制度
同制度におけるガソリン税の暫定税率維持に賛成。

## 自身の体調面による問題
山本は2012年（平成24年）8月22日に知事に就任し初登庁したが、就任式における訓示の中で、知事選の最中からこじらせた肺炎が完治しないため9月7日まで入院することを明らかにした（この間の職務代理者は置いていない）。都道府県知事が就任初日に職務が執行できない健康状態であることを表明するのは極めて異例。ただし、同日午後の記者会見で「呼吸器の治療をしている」と述べ、就任式での「肺炎」との表現を改めた。詳細な病状は、治療中であることを理由に説明を避けた。
2013年（平成25年）10月28日、佐賀市で開かれた九州地方知事会の会議中に体調不良を訴え途中退席し、山口に戻った後に同日再び入院。11月定例県議会も欠席し、この間、副知事の藤部秀則を知事職務代理者とした。年が明けても体調が回復せず公務復帰の目途が立たないことから知事職の続行を断念。2014年（平成26年）1月9日、病院へ見舞いに訪れた山口県議会議長の柳居俊学に対して知事辞職願を提出した。これを受けて同年1月14日に開かれた山口県議会臨時議会において知事辞職が同意された。

## 批判・不祥事
構造計算書偽造問題
2005年（平成17年）に構造計算書偽造問題が発覚した際に、山本は国土交通省住宅局長を務めていた。このことについて、3年後、山本が衆議院補欠選挙への出馬を控えた2008年（平成20年）にタブロイド判夕刊紙の日刊ゲンダイは「建設業界から『ザル法でしかない建築基準法を放置していたにも係わらず責任をすべて民間業者に押し付けた』として批判された」と報じた。

## 評伝・追想録
大森雅夫岡山市長による追想が日本経済新聞（2015年12月11日付 『交遊抄』）及び岡山市ホームページ（岡山市長メールマガジン「桃太郎のまち岡山の挑戦」(60)、2015年12月11日号、【山本繁太郎さんを悼む～人間の器～】）に掲載された。
2016年5月1日、政策史検証実行委員会によって追想録『山本繁太郎とその時代』（全639ページ）が刊行された。